# Anlong Chrey
Anlong Chrey es una comuna (khum) del distrito de Thala Barivat, en la provincia de Stung Treng, Camboya. En marzo de 2008 tenía una población estimada de 2487 habitantes.
Se encuentra ubicada al noreste del país, a escasa distancia de la confluencia de los ríos Mekong y Tonlé San, y de la frontera con Laos.